# Groene bermzegge
De groene bermzegge (Carex divulsa, synoniemen: Carex guestphalica (Rchb.) Boenn. ex O.Lang, Carex leersiana) is een overblijvend kruid dat behoort tot de cypergrassenfamilie (Cyperaceae). De plant komt van nature voor in Midden- en Zuidwest-Azië, Noordwest-Afrika, op enige eilanden in de Atlantische Oceaan en Midden-, Zuid- en West-Europa. De soort staat op de Nederlandse Rode lijst van planten als een soort, die zeer zeldzaam en stabiel of toegenomen is. Het aantal chromosomen is 2n = 58.
De plant wordt 30 - 100 cm hoog en vormt dichte pollen. De stengel is scherp driekantig. De donkergroene tot geelgroene bladeren zijn 2 - 5 mm breed. De onderste bladscheden zijn  bruin, vaak paarsrood aangelopen, rood gevlekt en worden rafelig. Het vliezige tongetje is 1,25 – 4.0 mm lang,  niet langer dan breed en heeft een afgeronde top. 
De groene bermzegge bloeit in mei en juni. De 3 - 10 cm lange bloeiwijze heeft zes tot tien eivormige aren. De onderste 2-4 aren staan minstens 1 cm uit elkaar. Onderaan de bloeistengel staan de vrouwelijke aren en bovenaan de mannelijke. De kafjesachtige schutbladen zijn zeer klein. Soms heeft de onderste aar een kort-priemvormig schutblad De aren zijn 50–135 mm lang en 6–9 mm breed en hebben 7–12 aartjes. Het vruchtbeginsel heeft twee stempels. De witachtige of bleek bruingroene kafjes zijn 3 mm lang en 2 mm breed. De 3,5 - 5 mm lange, platbolle, eironde urntjes zijn glanzend bronsgroen tot lichtbruin, leerachtig en aan de voet wigvormig tot versmald. Aan de rugkant zijn de urntjes zwak generfd en aan de top zijn ze versmald in een tweetandige snavel. De rug van het urntje is gegroefd. Op het urntje zit een mierenbroodje. Het urntje is een soort schutblaadje dat geheel om de vrucht zit.
De vrucht is een lichtbruin, trapeziumvormig, 2 – 2,5 mm groot nootje.
De plant komt voor in loofbossen, bosranden, struwelen, hakhout en bermen van holle wegen.

## Gebruik
De groene bermzegge wordt als sierplant aangeplant.

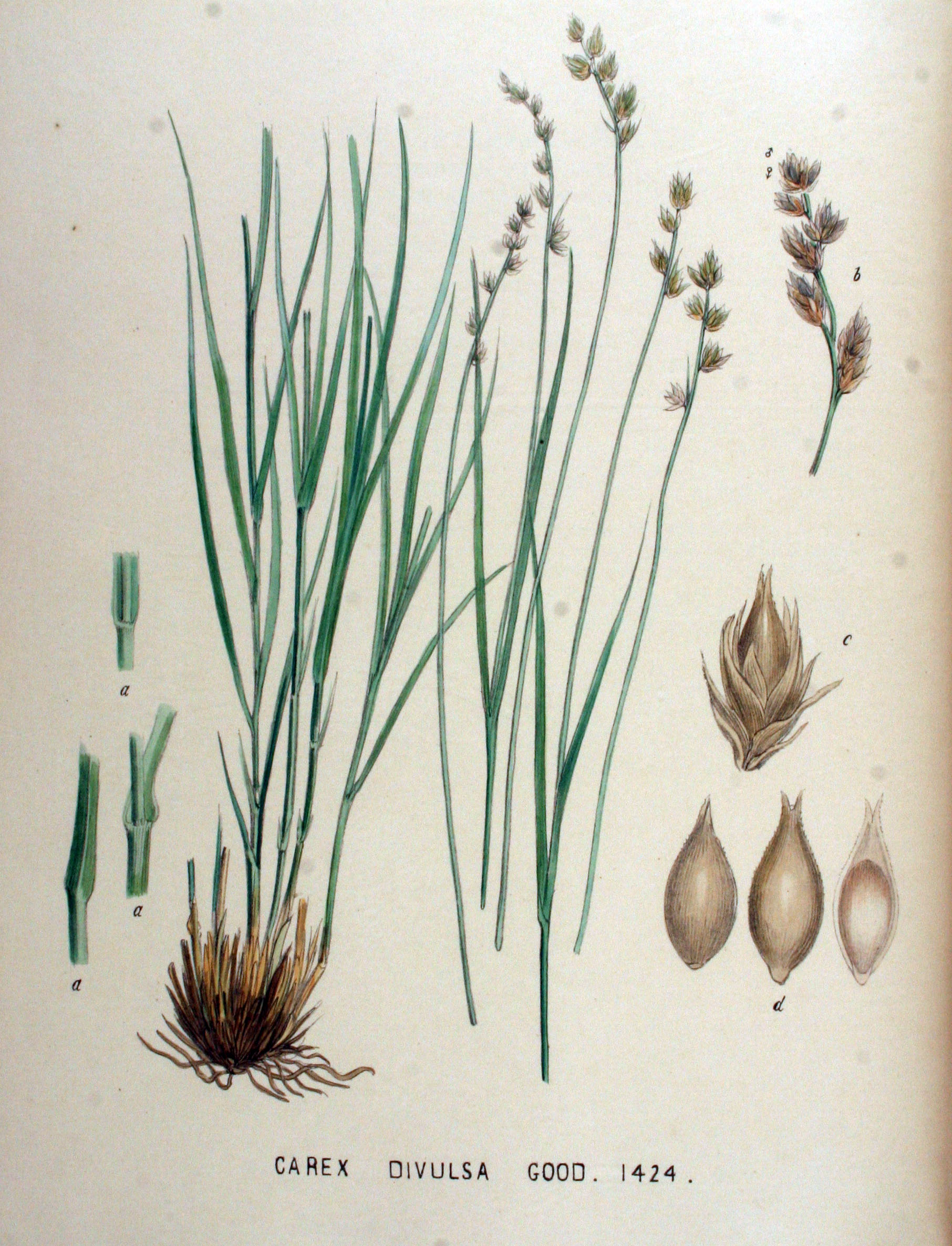
Uit Flora Batava
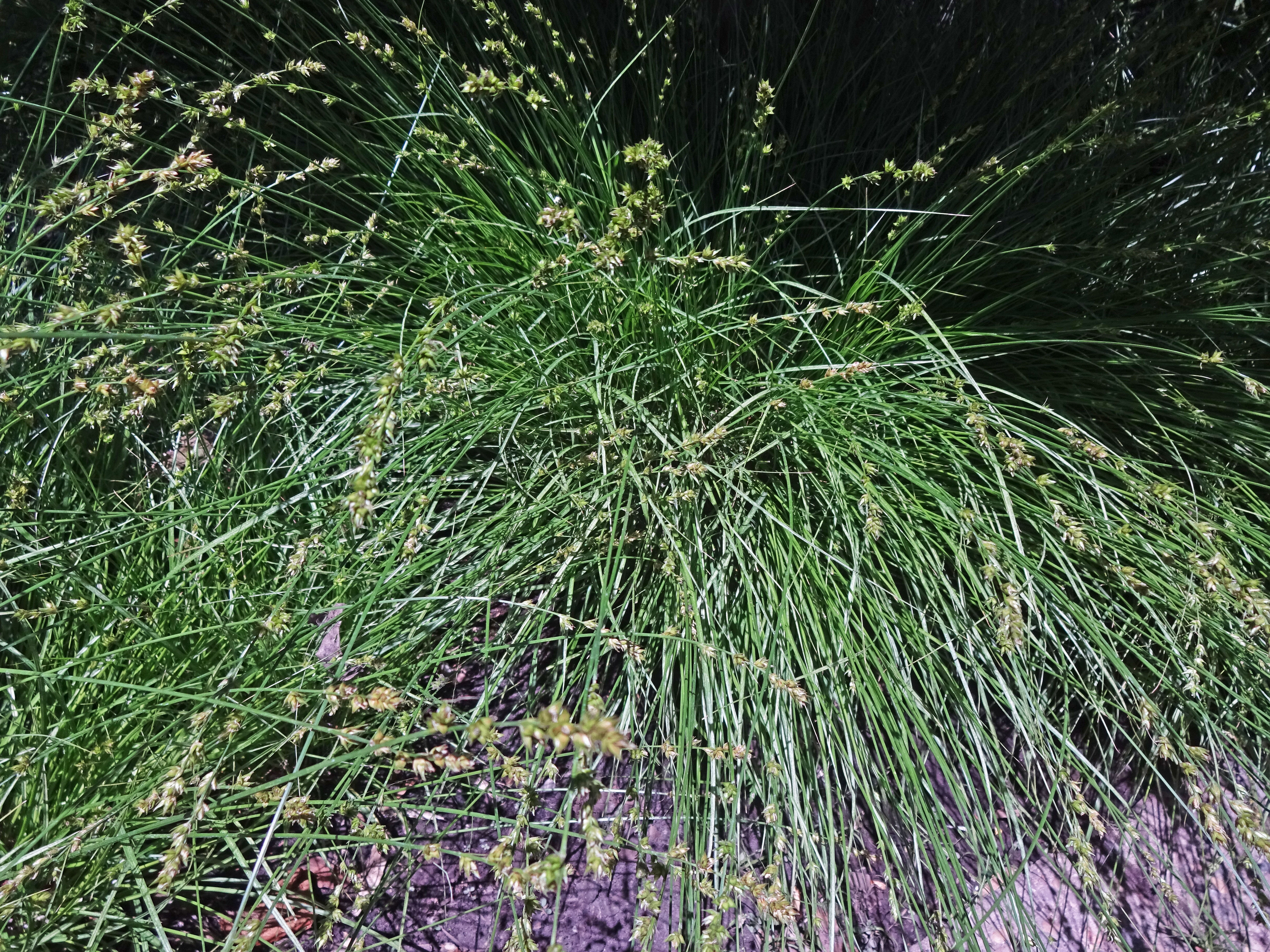
Plant
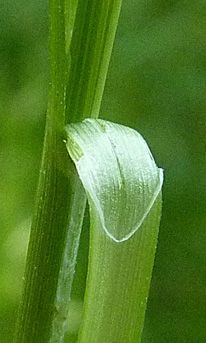
Tongetje
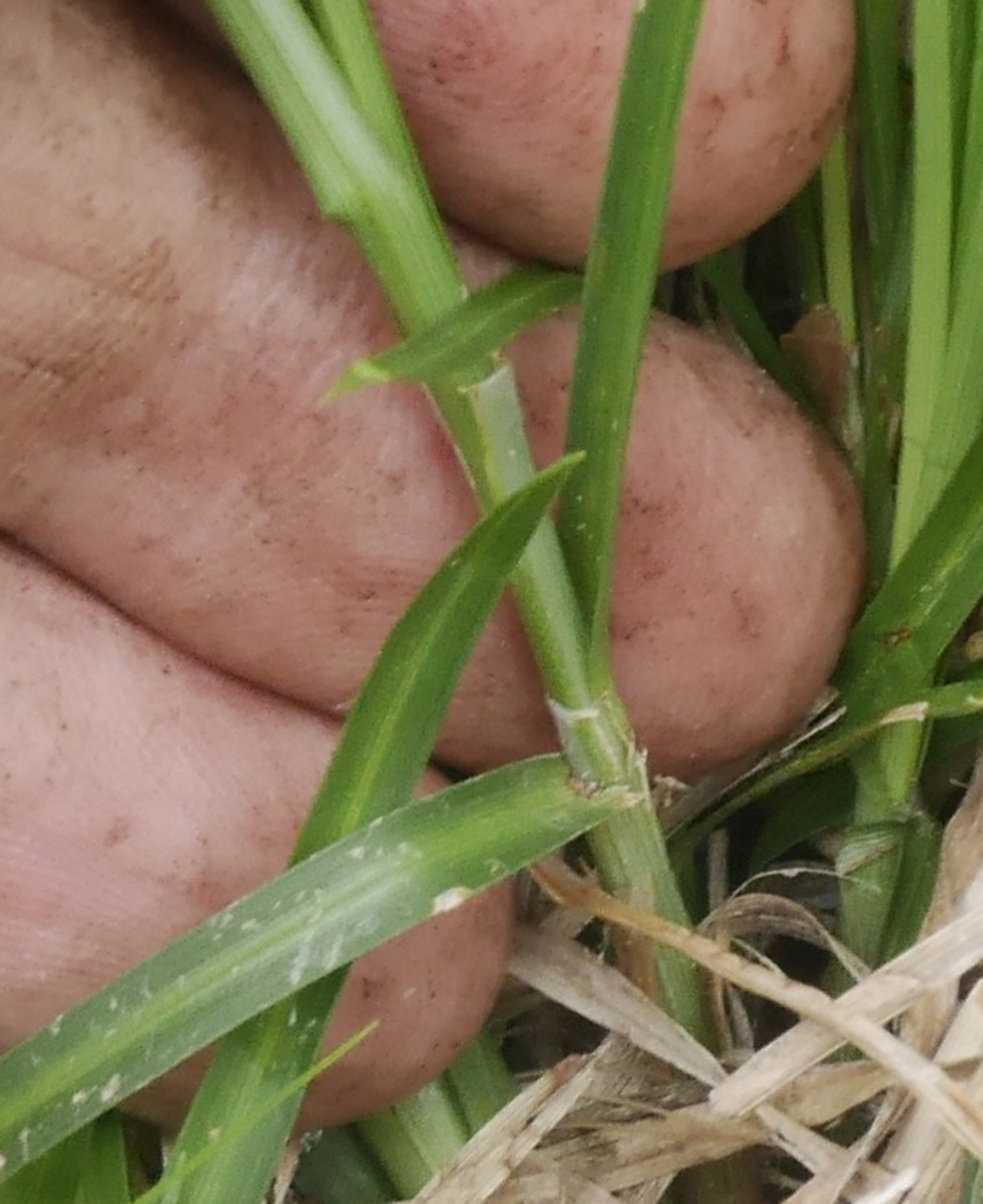
Bladschede
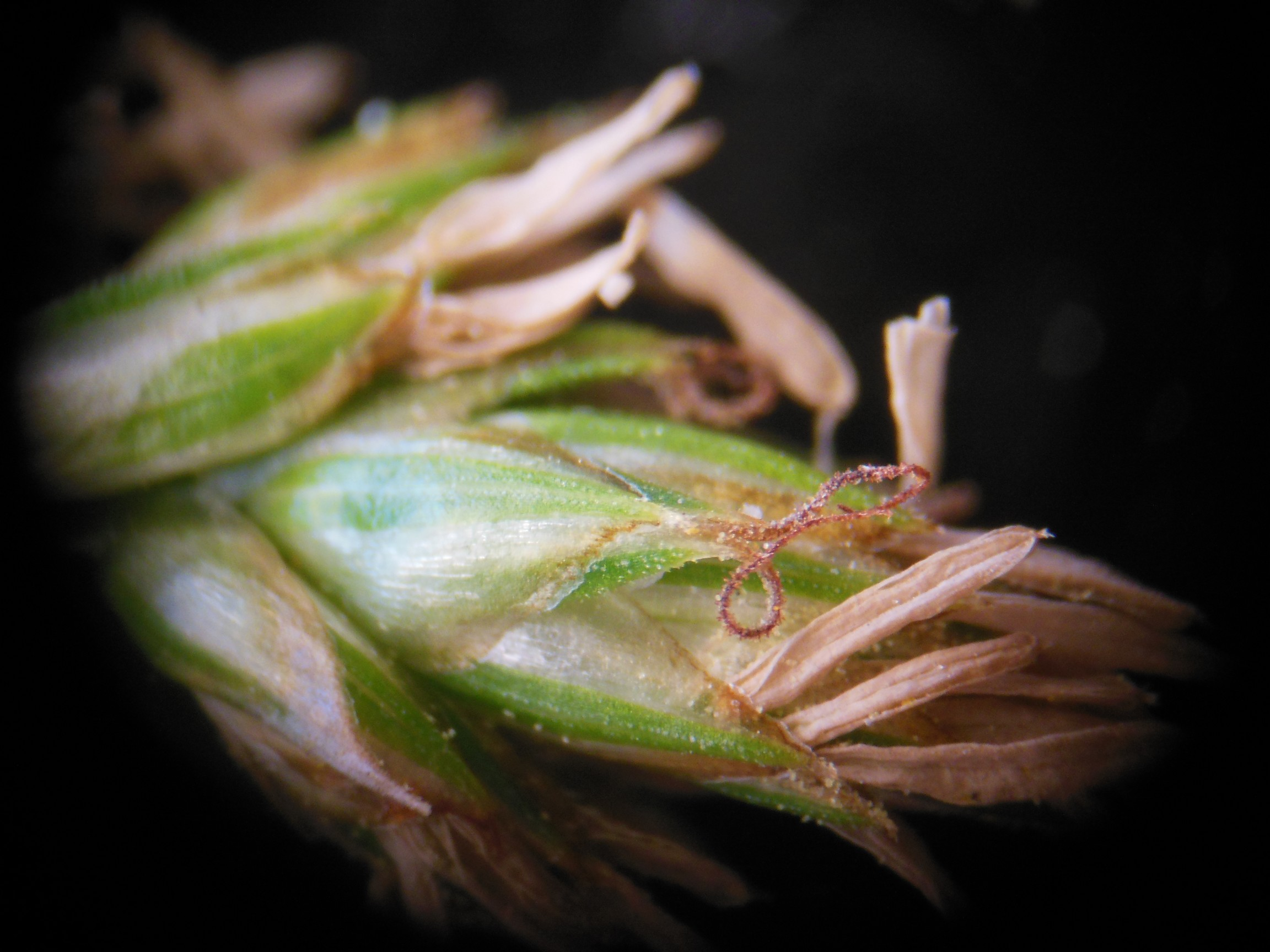
Aar met mannelijke en vrouwelijke bloemen
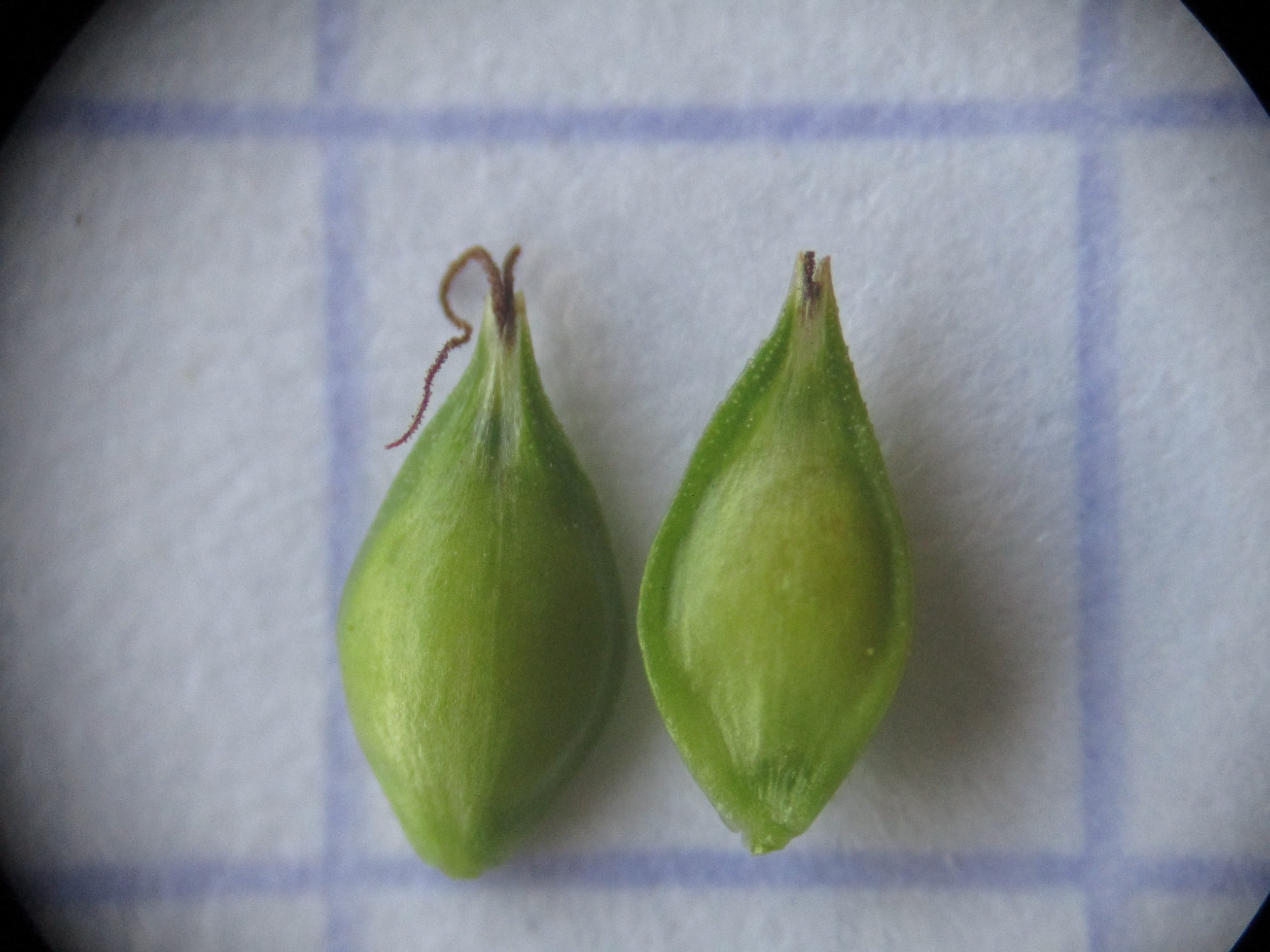
Urntje